# Курьер (фильм, 1988)
«Курьер» — фильм, криминальный боевик режиссёра Фрэнка Диси.

## Сюжет
Марк работает курьером на мотоцикле в Дублине. Доставляя посылку заходит в банк. Там он встречается с сестрой своего старого друга Дэнни — Коллет. Они назначают свидание и начинают встречаться. Как оказывается Дэнни наркоман и работает на крупного местного наркодилера Вэла. Дэн был замешан в ограблении ювелирного магазина и на него выходит полиция. Детектив Макгуиган допрашивает Дэна и понимает, что за ним кто-то стоит. Вэл чувствуя опасность и подозревая то, что Дэнни работает на полицию, тяжело избивает своего подручного и лишает одного глаза.
Марк в прошлом сам наркоман и сейчас завязал. Он узнаёт об инциденте и начинает разбираться в ситуации. Скоро он выясняет, что сам фактически звено наркотраффика и переправляет деньги и героин. Марк связывается с полицией, внедряется в преступную группу и пытается выйти на Вэла . Он узнаёт о том что готовится ограбление банка, в котором работает Коллет. Вэл, чувствуя, что круг сужается, отравляет Дэна, добавив стрихнин в его наркотики. Марк пытается подставить Вэла, подбросив ему героин, перед тем как нагрянет полиция для обыска, но Вэл вовремя избавляется от компромата. Вэл в ответ посылает к Марку наёмного убийцу Кристи.  Только благодаря предупреждению другого курьера Шерон Марк остаётся жив. Киллер не находит Марка но берёт в заложники Коллет. В последний момент Кристи одумавшись отпускает девушку и сообщает где прячется Вэл. В конце концов Марк сам пытается прорваться к Вэлу и убить его. Преступник опережает его и только ворвавшиеся вовремя в убежище полицейские опережают Вэла и убивают его.

## В ролях
- Гэбриэл Бирн — Вэл
- Патрик О’Лойнсай — Марк
- Кайт О’Риордан — Коллет
- Иэн Беннен — Макгуиган
- Патрик Бергин — Кристи
- Эндрю Конноли — Дэнни

## Создание и отзывы
Картина «Курьер» первая попытка режиссёра Фрэнка Диси снять полнометражный криминальный триллер в интерьере его родного города Дублина. За плечами у Фрэнка Диси и Джоя Ли была только одна короткометражка. Картина снималась в условиях жёсткой экономии на 16 мм плёнку Супер-16. Прокатные копии печатались фотоувеличением на стандартную плёнку 35 мм. Саундтрек для ленты частично написал Элвис Костелло (под псевдонимом Деклан Макманус) а исполнили его местные андерграундные рок-группы.
Работа Фрэнка Диси получила противоречивые и в целом негативные отзывы критики. Одной из главных причин стало то, что молодой режиссёр и сценарист избрали путь слепого подражания американским криминальным фильмам. Попытка снять картину в характерной гнетущей атмосфере большого города была обречена на провал. Дублин 1980-х был слишком маленький провинциальный город, который совершенно не смотрелся фоном для подобной ленты. Опыт совместной режиссуры, по мнению Variety, имел сомнительные последствия, также критик журнала отметил очень слабо поставленную сцену ограбления. Заметно подражание Мартину Скорсезе и его Трэвису Биклу. Создатели картины слишком увлеклись замысловатыми сюжетными поворотами и не уделили внимания проработке персонажей. Молодые актёры не слишком хорошо справились с задачей, особенно слабым оказалось исполнение у Кайт О’Риордан. Карин Джеймс (New York Times) отметила только участие Гэбриела Бирна, достоверно воплотившего отрицательного персонажа.
Несмотря на преобладающий негатив в критике, картина имела успешный местный и международный прокат. Диси, впрочем, был так разочарован отзывами на его первую серьёзную работу, что в дальнейшей своей кинокарьере занимался главным образом сценариями.